# Mary Florence Potts
Mary Florence Potts (nome de batismo Webber; 1 de novembro de 1850 — 24 de junho de 1922) foi uma empresária e inventora estadunidense. Ela inventou ferros de passar com alças de madeira removíveis, e eles foram exibidos na Feira Mundial da Filadélfia de 1876 e na Feira Mundial de Chicago de 1893, tornando-se no principal item das exposições.
Aos 19 anos, Potts recebeu sua primeira patente de um ferro de passar roupas aprimorado. Sua próxima invenção patenteada foi um aprimoramento daquele modelo, um ano depois, que apresentava uma alça de madeira removível. Foi produzido e vendido pela American Machine Company como um conjunto de quatro peças de partes intercambiáveis. Seus produtos foram distribuídos pela Montgomery Ward e Sears, Roebuck and Company, e foram fabricados até 1951.
Suas invenções foram proeminentes na América do Norte e no continente europeu no século XX e tornaram-se nos ferros de metal pesado mais populares da história. Suas inovações foram implementadas pela Gillette e foram a base da criação do conceito de ferramentas manuais portáteis com baterias removíveis, recarregáveis e reutilizáveis.

## Biografia
Mary Florence Potts nasceu em Ottumwa, Iowa, em 1 de novembro de 1850, filha de Jacob Hanec Webber e Anna Nancy McGinley (ambos da Pensilvânia). Ela casou-se com Joseph Hunt Potts, um homem 17 anos mais velho que ela, em sua cidade natal em 7 de junho de 1868, aos 17 anos. Seu primeiro filho, chamado Oscero, nasceu no ano seguinte. Em 1873, Potts e sua família mudaram-se da cidade de Iowa para a Filadélfia. Há dois filhos conhecidos de Mary e Joseph Potts, um filho, Oscero, e uma filha, Leona, nascida em 1874 na Filadélfia, Pensilvânia. Em 1890, eles se mudaram para Camden, Nova Jersey, onde seu marido e seu filho trabalhavam como químicos. Seu marido faleceu antes de 1901, e ela se tornou coproprietária da Potts Manufacturing Company, que produzia produtos ópticos, com seu filho Oscero, em 1910. Ela morreu em Baltimore, Maryland, em 24 de junho de 1922 e foi enterrada no cemitério New Camden, em Camden, Nova Jersey.

## Invenções

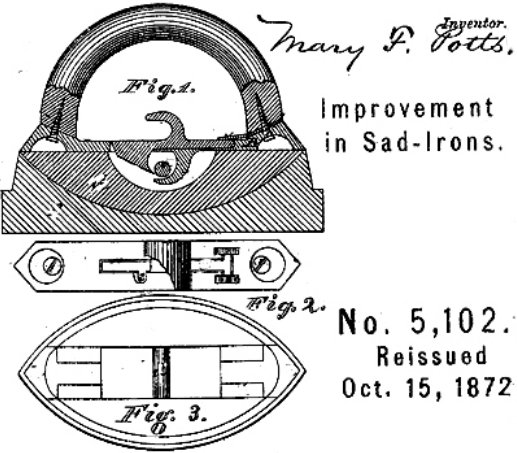
Patente de 1872 de Potts do mecanismo de ferro de passar.

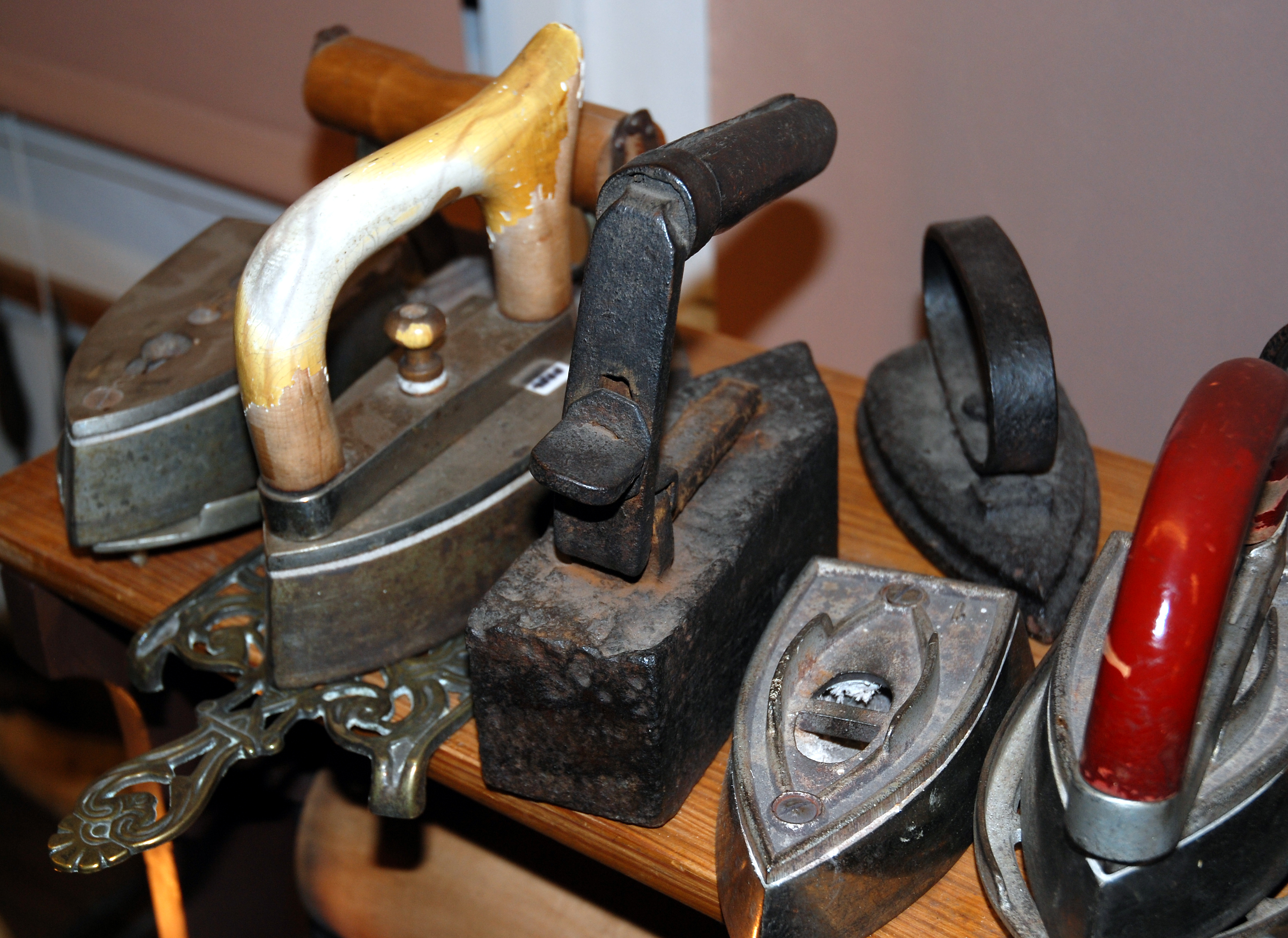
Comparação dos ferros convencionais de metal do século XIX com os de madeira destacáveis Potts. Uma base está sob o ferro com cabo branco.

Potts inventou diversas melhorias no ferro de passar (inglês antigo: sadiron), que ela começou a fazer aos 19 anos. A palavra "sad" antes de "iron" significava pesado, denso e sólido no inglês antigo. Em 1870, Potts teve sua primeira patente para um ferro de passar roupas com cabo de madeira de construção única. Seu design se concentrava na conveniência de uso, substituindo a alça de metal, que costumava esquentar, por uma de madeira fria, mais confortável de segurar. A forma do ferro era de ponta dupla para operar em ambas as direções e era feita de metal oco em vez de metal sólido. O fundo plano tinha uma espessa camada de ferro e as laterais tinham finas chapas de ferro. O ferro oco deveria ser preenchido com material que fosse um mau condutor de calor, como cimento ou argila. Como seu pai tinha a profissão de estucador, ela experimentou encher alguns com um tipo de gesso de Paris. A vantagem desses materiais era que eles não irradiavam calor para o utilizador, como fazia o seu predecessor, o ferro de metal sólido convencional.
O ferro de passar roupas convencional de metal sólido do século XIX pesava cerca de 2,3 a 4,5 kg, e tinha que ser aquecido em um fogão. Estava tão quente que frequentemente uma luva de pano grosso ou trapo era usada para tocar a alça de metal para evitar queimar os dedos. Uma desvantagem do ferro convencional todo em metal era que deveria-se deixar esfriar o ferro e voltar a aquecê-lo e, neste processo, tinha-se que interromper a passagem da roupa. Potts fez melhorias em sua invenção de 1870 e desenvolveu um mecanismo para contornar esse problema. Foi a patente dos Estados Unidos n.º #113,448. Consistia em uma alça de madeira removível e três bases de ferro de diferentes tamanhos que podiam ser conectadas à alça. A vantagem do sistema padrão universal de Potts de 1871 era que uma base resfriada usada podia ser trocada por uma base previamente aquecida e a passagem da roupa podia ser retomada imediatamente. O conceito para os diferentes tamanhos de base era para uma tarefa de passar roupa específica.
A característica mais marcante do ferro de passar roupas de Potts era o cabo de madeira arredondado removível. Isso permitiu que a base de ferro fosse colocada em um fogão aquecido e a alça removida naquele momento para ficar longe e esfriar enquanto a base esquentava. Isso evitou queimar os dedos, o que costumava acontecer com o ferro de passar roupas convencional, todo de metal sólido, do século XIX. O design da alça e das bases eram padrão e podiam ser facilmente recolocados em vários tamanhos após serem aquecidos.
Potts se autodenominava uma "inventora". Inicialmente, ela própria vendeu seu ferro de passar roupas inovador; mais tarde, foi franqueado e fabricado pela American Machine Company da Filadélfia. A empresa comercializava o ferro de passar roupas em um pacote que continha um mecanismo de alça de madeira preso a três bases de ferro. O cabo só podia se conectar às bases de ferro Potts, triplicando as vendas de ferros de passar roupas em relação aos ferros convencionais de metal sólido. O kit também continha uma base para colocar a base quente para os momentos de esfriar a mesma. O catálogo Montgomery Ward de 1894 oferecia uma caixa de presente do pacote do mecanismo Potts por 90 centavos. A embalagem de ferro Potts foi vendida por 70 centavos em 1896, e podia ser comprada no catálogo da Sears & Roebuck por 78 centavos em 1908. O mecanismo foi fabricado até 1951.